# Zeshan Shakar
Zeshan Arild Shakar (ur. 7 września 1982 w Oslo) – norweski pisarz.  
Shakar jest synem Norweżki i Pakistańczyka, który był jednym z pierwszych imigrantów z tego kraju w Norwegii. Dorastał w dzielnicy Stovner w Oslo. Ukończył politologię na Uniwersytecie w Oslo oraz ekonomię w Szkole Handlowej BI w Oslo. Pracuje w urzędzie miasta Oslo. 

## Twórczość
Zadebiutował jesienią 2017 roku powieścią Tante Ulrikkes vei, za którą otrzymał Nagrodę im. Terjei Vesaasa za debiut literacki. Powieść rozeszła się w Norwegii w ponad 150 tysiącach egzemplarzy, a w 2019 została również przeniesiona na deski Teatru Norweskiego w Oslo.
W 2020 roku wydał swoją drugą powieść, Gul bok. W 2022 roku wydał trzecią powieść, De kaller meg ulven, tworzącą razem z poprzednimi dwiema trylogię o pakistańskich imigrantach w Norwegii. W tym samym roku otrzymał za nią Nagrodę Norweskich Księgarzy.